# Lomselet (naturreservat)
Lomselet är ett naturreservat i Malå kommun i Västerbottens län.
Området är naturskyddat sedan 1997 och är 13 hektar stort. Reservatet ligger vid Malån norra strand och består av tallskog och mindre våtmarker.